# 康杨清真寺
康杨清真寺，位于中国青海省尖扎县康杨镇沙里木村，为第八批青海省文物保护单位，公布日期为2008年4月10日，类型为古建筑。
康杨清真寺的历史年代为清。